# انرژی‌های الهی
در الهیات ارتدوکس شرقی (پالامی)، بین جوهر (اوسیا) و انرژی‌های (انرگیا) خدا تمایز وجود دارد. این تمایز به بهترین وجه توسط گریگوری پالاماس (۱۲۹۶–۱۳۵۹) به عنوان بخشی از دفاع او از عمل رهبانی آتونی هسیخاسم در برابر اتهام بدعت مسالیانی (بوگومیلی) توسط عالم و الهیدان اومانیست لاتین بارلام کالابریایی، مطرح شد. از لحاظ تاریخی، اندیشه مسیحی غربی، از زمان انشقاق بزرگ، تمایل داشته است که تمایز جوهر-انرژی را در مورد خدا واقعی نپذیرد و این دیدگاه را به عنوان یک معرفی بدعت‌آمیز از یک تقسیم‌بندی غیرقابل قبول در تثلیث و حاکی از چندخدایی توصیف کند.
انرژی‌های الهی (یونانی: ἐνέργεια – عمل، کنش) طبق الهیات ارتدوکس، فعالیت‌های خدا در جهان هستند. آنها «ناآفریده» هستند و از نظر ماهیت نمی‌توانند آفریده یا نابود شوند. ذات خداوند با انرژی‌های خداوند متفاوت است، و اگرچه انسان هرگز نمی‌تواند ذات خداوند را بشناسد، اما می‌تواند انرژی‌های او را مستقیماً تجربه کند.
تجربه این انرژی اغلب به عنوان نور توصیف می‌شود، مانند نوری که یسوع در کوه تابور در جریان رویدادی که به تجلی خداوند معروف است، تجربه کرد. طبق سنت ارتدوکس، این نور را افراد به ویژه فداکار، مانند قدیسین، می‌توانند در طول دعا (هسیخاسم) تجربه کنند.

## انرژی‌های الهی از دیدگاه پدران کلیسا
بر اساس گفته‌های گریگوری نیسایی و دیگر پدران کلیسا، انرژی طبیعی نیرویی است که هر جوهر را آشکار می‌سازد، و تنها نیستی از این نیرو محروم است؛ زیرا وجودی که در جوهر مشارکت دارد، قطعاً در نیرویی که به‌طور طبیعی آن جوهر را آشکار می‌کند، شرکت خواهد کرد.
از نظر یوحنای دمشقی، مفهوم انرژی به معنای تحقق یا تجلی هر طبیعت است. او با به‌کارگیری این مفهوم در مسیح‌شناسی، از این موضع شروع می‌کند که هر طبیعت دارای اراده، عمل، و کار خاص خود است – بنابراین، در یسوع نیز باید دو طبیعت و دو عمل طبیعی مطابق با دو طبیعت، الهی و انسانی، شناخته شود. البته این دو عمل به دلیل اقنوم واحدشان، که در آن اعمال طبیعت انسانی با اعمال طبیعت الهی متحد شده‌اند، با یکدیگر متحد شده و مشترکاً عمل می‌کنند، و بنابراین به صورت عملی الهی-انسانی ظاهر می‌شوند.
ماکسیموس اعتراف‌گر نیز تأیید می‌کند که الوهیت منبع انرژی‌هاست. به‌طور کلی، انرژی قدرت خداست که حرکت را در مخلوقات ایجاد می‌کند. به گفته ماکسیموس، انرژی‌های الهی چیزی جز لوگوس‌های الهی در عمل خاص خود نیستند که در سطح تجربی قابل درک هستند. خدا به وسیله انرژی‌ها، خلقت را حرکت می‌دهد و خود در آنها حرکت می‌کند، در حالی که بی‌حرکت و تغییرناپذیر باقی می‌ماند. در هنگام الوهیت‌بخشی انسان، انرژی الهی جایگزین عمل انسانی می‌شود، و تنها همین انرژی عمل می‌کند، و انسان به «مانند ابزاری (ساز موسیقی)... که (خدا) هر طور که صلاح بداند آن را هدایت می‌کند» تبدیل می‌شود.[۳]
گریگوری پالاماس تمایز قائل می‌شود بین:
- هستی یا جوهر خداوند، یعنی طبیعت ناآفریده الهی، تغییرناپذیر، غیرقابل درک، و وصف‌ناپذیر؛ و
- انرژی‌های ناآفریده الهی، یعنی اعمال یا «ظهورهای» شخصی که از طریق آنها خود را آشکار می‌کند و اجازه می‌دهد که ما در او مشارکت داشته و الوهیت یابیم.

پالاماس تأکید می‌کند که تمامی انرژی‌های الهی ناآفریده هستند، اما بی‌ابتدا نیستند. انرژی‌های الهی‌ای وجود دارند که آغاز و پایان دارند. با این حال، جوهر الهی نباید با انرژی‌ها، حتی آنهایی که بی‌ابتدا هستند، یکی دانسته شود؛ اگرچه خداوند به‌طور کامل در هر انرژی آشکار می‌شود، اما جوهر او بی‌نهایت از همه آنها فراتر است.
از آنجا که خداوند در هر یک از انرژی‌های الهی حاضر است، ما به او برای هر یک از آنها نام می‌دهیم، اگرچه واضح است که او از همه آنها فراتر است. از آنجا که انرژی‌های الهی متعددند، چگونه خداوند به‌طور کامل در هر یک از آنها بدون هیچ تقسیم‌بندی‌ای ساکن است؛ چگونه می‌توانیم به او نام دهیم و چگونه او آشکار شود، به دلیل یگانگی غیرقابل تقسیم و فوق‌طبیعی، اگر او از همه این انرژی‌ها فراتر نرود؟— گریگوری پالاماس، سه‌گانه در دفاع از هسیخاست‌های مقدس
انرژی‌ها از الوهیت مشترک تثلیث مقدس سرچشمه می‌گیرند، و به همین دلیل واحد، تقسیم‌ناپذیر، ثابت و پایدار هستند. آنها اقنوم‌یافته هستند، یعنی همراه با اقانیم وجود دارند، و به‌طور واقعی، نه نمادین، مراقبه می‌شوند. انرژی‌ها اقنوم شخصی خود را ندارند و مستقل وجود ندارند. انرژی‌ای که الوهیت می‌بخشد، به هیچ وجه از روحی که الوهیت می‌بخشد، جدا نمی‌شود. انرژی‌ها از طریق اقنوم ظاهر می‌شوند، اما خود اقنوم نیستند.

## دیدگاه ارتدوکس و کاتولیک
آموزه انرژی‌های ناآفریده الهی ویژگی اساسی ارتدوکس را تشکیل می‌دهد. این آموزه بر پایه ایمان به الوهیت‌بخشی انسان و تحول ماده استوار است. برخلاف الهیات کاتولیک رومی که به ذات‌باوری تمایل دارد، الهیات ارتدوکس فیض را به عنوان انرژی و عمل الهی درک می‌کند که از طریق آن انسان «شریک طبیعت الهی» می‌شود (دوم پطرس ۱:۴). پالامیسم چیزی جز گواه درگیری رادیکال دو الهیات نیست: ذات‌باوری مدرسی و شخص‌باوری پدران کلیسا، مفاهیمی که در بسیاری از زمینه‌های جزم‌شناسی، به ویژه در نجات‌شناسی و الهیات اسرار مقدس منعکس شده‌اند.